# 5180 Ohno
5180 Ohno è un asteroide della fascia principale. Scoperto nel 1989, presenta un'orbita caratterizzata da un semiasse maggiore pari a 2,3911421 UA e da un'eccentricità di 0,0617921, inclinata di 6,05135° rispetto all'eclittica.